# Le Puy (Doubs)
Le Puy é uma comuna francesa na região administrativa de Borgonha-Franco-Condado, no departamento de Doubs. Estende-se por uma área de 3,42 km². Em 2010 a comuna tinha 116 habitantes (densidade: 33,9 hab./km²).